# Канат, Рахат Кайратулы
Рахат Кайратулы Канат (каз. Рахат Қайратұлы Қанат; род. 14 июня 2002, Кордай, Жамбылская область) — казахстанский футболист, защитник клуба «AKAS».

## Клубная карьера
Футбольную карьеру начинал в 2020 году в составе клуба «Рузаевка» во второй лиге.
В феврале 2021 года подписал контракт с клубом «Кара-Балта».
В январе 2022 года перешёл в казахстанский клуб «Мактаарал М».

## Клубная статистика
| Игровая карьера | Игровая карьера | Игровая карьера | Лига | Лига | Кубок | Кубок | Межд. | Межд. | Др. | Др. |
| --------------- | --------------- | --------------- | ---- | ---- | ----- | ----- | ----- | ----- | --- | --- |
| 2020            | Рузаевка        | В               | 2    | 0    | —     | —     | —     | —     | —   | —   |
| 2021            | Кара-Балта      | А               | 20   | 0    | —     | —     | —     | —     | —   | —   |
| 2022            | Мактаарал М     | В               | 12   | 1    | —     | —     | —     | —     | —   | —   |
| 2023            | AKAS            | В               | 18   | 3    | 2     | 0     | —     | —     | —   | —   |
| 2024            | AKAS            | В               | 12   | 0    | —     | —     | —     | —     | —   | —   |